# Liborio García
Liborio García Ferreiro (Lugo, 28 de noviembre de 1969) es un periodista y presentador de televisión español.

## Biografía
Tras licenciarse en periodismo por la Universidad Complutense de Madrid, se inicia profesionalmente en la radio a través de las emisoras locales de La Coruña y Lugo de Antena 3 Radio. Más tarde trabajó en la Cadena SER, en Radio Voz y en Lugovisión.
Comienza a ganar popularidad a partir de 1997 cuando da el salto a la televisión nacional, presentando, junto a Inés Ballester, el magacín En Antena, de Antena 3. Precisamente con Ballester formaría tandem profesional al frente de otros espacios de la misma cadena como Ver para creer (1999) o el reality show El bus (2000).
En 2000 coincidió con Cristina Saavedra durante los primeros meses de emisión del informativo Ahora y más tarde con Paula Vázquez en Mira tú por donde (2002).
Para Telemadrid condujo Líbero (2001) y el concurso Despega como puedas (2001-2003) junto con Carla Hidalgo. En 2004 regresó a Antena 3 sustituyendo a Carlos García Hirschfeld al frente de Noche de impacto, programa en que se emitían videos caseros con imágenes de deportes de riesgo, accidentes, persecuciones policiales, etc.
En 2010 regresa a  televisión para colaborar en el magacín 3D, de Antena 3, presentado por Gloria Serra. En octubre de 2011 tras la cancelación de 3D, comienza a colaborar en el magacín diario Te damos la mañana, que presenta Inés Ballester en 13tv. En 2013 se une al elenco de reporteros del programa de La Primera Fabricando: Made in Spain.

## Trayectoria en TV
- En Antena (1997-1998) en Antena 3 Television.
- Ver para creer (1999-2000) en Antena 3 Television.
- Ahora (2000-2001) en Antena 3.
- El bus (2000) en Antena 3.
- Líbero (2001) en Telemadrid.
- Despega como puedas (2001-2003) en Telemadrid.
- Mira tú por dónde (2002) en Antena 3.
- Noche de impacto (2004-2005) en Antena 3 Television.
- 3D (2010-2011) en Antena 3 Television.
- Te damos la mañana (2011-2013) en 13TV
- Fabricando: Made in Spain (2013- ) en La Primera.
- Canal F1 Latin America.
- DAZN F1 director